# Nobushige Tabata
Nobushige Tabata (født 9. april 1989) er en japansk fodboldspiller.
Han har spillet for flere forskellige klubber i sin karriere, herunder Grulla Morioka og Renofa Yamaguchi FC.